# 鲁法诺
鲁法诺（義大利語：Ruffano），是意大利莱切省的一个市镇。总面积39平方公里，人口9732人，人口密度249.5人/平方公里（2009年）。ISTAT代码为075064。